# Anthony Valencia
Anthony Lenín Valencia Bajaña (Guayaquil, 27 juli 2003) is een Ecuadoraans voetballer die sinds 2022 uitkomt voor Antwerp FC.

## Clubcarrière

### Independiente del Valle
Valencia genoot zijn jeugdopleiding bij Deportivo Azogues en CSD Independiente del Valle. Met de jeugd van laatstgenoemde club bereikte hij tweemaal de finale van de Copa Libertadores onder 20, de Zuid-Amerikaanse variant van de UEFA Youth League. In 2020 scoorde hij in de groepsfase het enige doelpunt in de 1-0-zege tegen Colo-Colo en het laatste doelpunt in de 0-5-zege tegen Club Jorge Wilstermann. In de met 2-1 gewonnen finale tegen River Plate kwam hij echter niet in actie. In 2022 scoorde hij ook twee keer: in de tweede groepswedstrijd tegen Sporting Cristal, die Independiente del Valle met 7-1 won, en in de halve finale tegen Club Guaraní (3-1-winst). Valencia kwam ditmaal wél aan de aftrap, maar de Ecuadoriaan kon niet vermijden dat zijn club na strafschoppen onderuit ging tegen CA Peñarol.
In 2020 stroomde hij door naar het reservenelftal van Independiente del Valle, dat toen uitkwam in de Serie B. Op 7 maart 2022 maakte hij zijn officiële debuut in het eerste elftal van de club: in de competitiewedstrijd tegen SD Aucas (1-0-winst) liet trainer Renato Paiva hem in de 82e minuut invallen. Twaalf dagen later mocht hij ook in de competitiewedstrijd tegen Orense SC (1-1) invallen. Op 14 april 2022 kwam hij tijdens de tweede groepswedstrijd van de Copa Libertadores 2022, een 2-2-gelijkspel tegen Deportes Tolima, in de 83e minuut het veld in.

### Antwerp FC
In juni 2022 ondertekende hij een vierjarig contract bij de Belgische eersteklasser Antwerp FC. Een halfjaar eerder had Antwerp ook al William Pacho weggeplukt bij Independiente del Valle.

## Statistieken
| Seizoen | Club                    | Land             | Competitie         | Competitie | Competitie | Beker | Beker | Supercup | Supercup | Continentaal | Continentaal | Totaal | Totaal |
| Seizoen | Club                    | Land             | Competitie         | Wed.       | Dlp.       | Wed.  | Dlp.  | Wed.     | Dlp.     | Wed.         | Dlp.         | Wed.   | Dlp.   |
| ------- | ----------------------- | ---------------- | ------------------ | ---------- | ---------- | ----- | ----- | -------- | -------- | ------------ | ------------ | ------ | ------ |
| 2022    | Independiente del Valle | Vlag van Ecuador | LigaPro Serie A    | 2          | 0          | 0     | 0     | —        | —        | 1            | 0            | 3      | 0      |
| 2022/23 | Royal Antwerp FC        | Vlag van België  | Jupiler Pro League | 9          | 1          | 1     | 0     | —        | —        | 3            | 1            | 13     | 2      |
| TOTAAL  | TOTAAL                  | TOTAAL           | TOTAAL             | 11         | 1          | 1     | 0     | 0        | 0        | 4            | 1            | 16     | 2      |

Bijgewerkt op 22 januari 2023. 

## Trivia
- In oktober 2020 werd hij door de Britse krant The Guardian opgenomen in de lijst van de 60 grootste voetbaltalenten geboren in het jaar 2003.[2]

2 Corbanie ·
3 B. Engels ·
4 Riedewald ·
5 Deman ·
6 Odoi ·
7 Kerk ·
8 Praet ·
9 Chery ·
10 Balikwisha ·
14 Valencia ·
18 Janssen ·
20 Doumbia ·
22 Adekami ·
23 Alderweireld  ·
25 Bataille ·
26 Bozhinov ·
30 Scott ·
33 Van den Bosch ·
46 Smits ·
54 Renders ·
75 Verstraeten ·
81 Devalckeneer ·
91 Lammens ·
Coach: Andries Ulderink